# Helmond

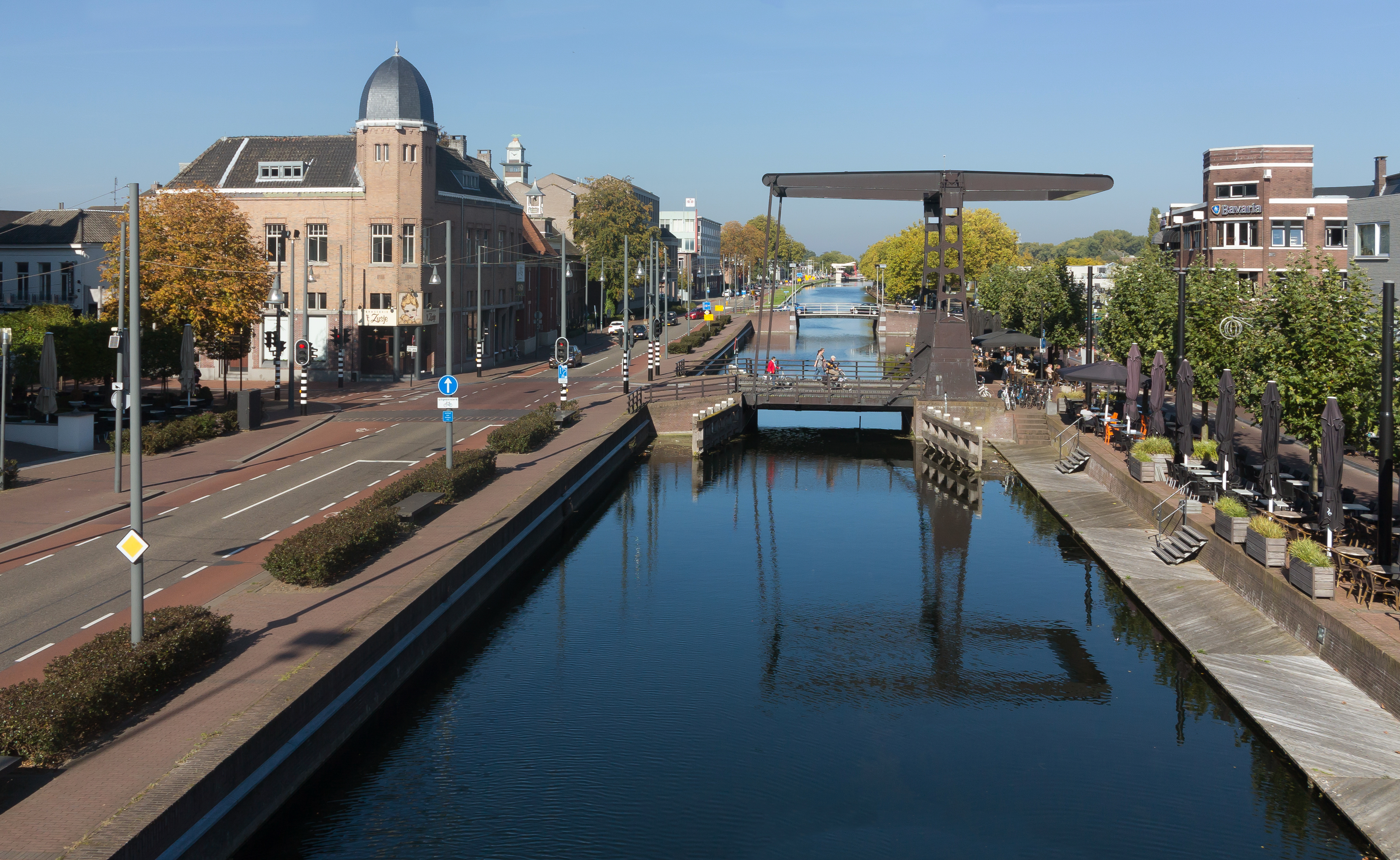
Blick auf den Kanal in Helmond

Helmond (anhörenⓘ) ist eine Gemeinde und Stadt in den Niederlanden in der Provinz Noord-Brabant und hat 96.540 Einwohner (Stand 1. Januar 2025).

## Lage und Wirtschaft
Helmond liegt im Osten der Provinz, an den Auto- und Eisenbahnen zwischen Eindhoven und Venlo. Der Kanal Zuid-Willemsvaart, der zu Beginn des 21. Jahrhunderts im Zuge einer Verbreiterung vom Stadtinneren an den Stadtrand verlegt wurde, verbindet Helmond mit der Maas. Die Stadt hat viele kleinere Industrie- und Handelsbetriebe. Südlich des Bahnhofes und der Stadtmitte gibt es ein großes Gewerbegebiet. In Helmond befinden sich mehrere Klöster.

## Geschichte
Der Name Helmond bedeutet‚ an einem tiefgelegenen Ort (hel) befindliche Verstärkung (mund)‘.
Helmond bekam 1232 das Stadtrecht. Es wurde 1602 von Moritz von Nassau eingenommen und kam nach dem Westfälischen Frieden an die Republik der Sieben Vereinigten Niederlande. Zwischen 1870 und etwa 1930 war die Textil- und Metallindustrie sehr bedeutend. Ab ungefähr 1900 gewann das ca. 18 Kilometer entfernt liegende Eindhoven durch die Ansiedlung der Philips-Fabriken dort immer mehr Bedeutung und nahm die Bedeutung von Helmond als regionale größere Industriestadt ab.

## Politik
In der Gemeinde Helmond, die in der römisch-katholisch geprägten Provinz Noord-Brabant liegt, konnte sich die christdemokratische CDA seit ihrer Parteigründung über zwei Jahrzehnte lang bei Kommunalwahlen durchsetzen. Nach Beginn des 21. Jahrhunderts wurde sie erstmals im Jahr 2006 von der sozialdemokratischen PvdA als Wahlsieger abgelöst. In den folgenden Jahren bis 2022 wechselten die Gewinner mit jeder Wahl. Bei der letzten Kommunalwahl am 16. März 2022 erzielte die grüne Partei GroenLinks zum zweiten Mal in Folge einen Erfolg und errang mit 16,84 Prozent der Stimmen einen Wahlsieg. In der Legislaturperiode von 2018 bis 2022 bestand die Gemeinderegierung aus den D66, GroenLinks, Lokaal sterk, der SP und der VVD.

### Gemeinderat
Der Gemeinderat wird seit 1982 folgendermaßen gebildet:
| Partei                            | Sitze a | Sitze a | Sitze a | Sitze a | Sitze a | Sitze a | Sitze a | Sitze a | Sitze a | Sitze a | Sitze a |
| Partei                            | 1982    | 1986    | 1990    | 1994    | 1998    | 2002    | 2006    | 2010    | 2014    | 2018    | 2022    |
| --------------------------------- | ------- | ------- | ------- | ------- | ------- | ------- | ------- | ------- | ------- | ------- | ------- |
| GroenLinks                        | –       | –       | 2       | 2       | 2       | 1       | 1       | 2       | 2       | 6       | 7       |
| VVD                               | 4       | 4       | 3       | 3       | 4       | 5       | 4       | 5       | 5       | 5       | 6       |
| Helder Helmond                    | –       | –       | –       | –       | –       | –       | 2       | 3       | 3       | 3       | 5       |
| SP                                | 0       | 0       | 1       | 3       | 3       | 3       | 4       | 3       | 6       | 5       | 3       |
| CDA                               | 14      | 12      | 14      | 9       | 8       | 7       | 8       | 7       | 6       | 5       | 3       |
| D66                               | 1       | 1       | 2       | 4       | 1       | 1       | 1       | 2       | 3       | 3       | 3       |
| Lokaal sterk b                    | –       | –       | –       | –       | –       | –       | –       | –       | 5       | 3       | 2       |
| 50PLUS                            | –       | –       | –       | –       | –       | –       | –       | –       | –       | 3       | 2       |
| PvdA                              | 7       | 12      | 8       | 6       | 7       | 5       | 9       | 6       | 3       | 2       | 2       |
| FvD                               | –       | –       | –       | –       | –       | –       | –       | –       | –       | –       | 2       |
| DENK                              | –       | –       | –       | –       | –       | –       | –       | –       | –       | –       | 1       |
| MÌ HELLEMONDERS                   | –       | –       | –       | –       | –       | –       | –       | –       | –       | –       | 1       |
| plan!                             | –       | –       | –       | –       | –       | –       | –       | –       | –       | 1       | 0       |
| Helmond Aktief                    | –       | –       | –       | –       | –       | 1       | 1       | 1       | 2       | 1       | –       |
| Senioren 2013                     | –       | –       | –       | –       | –       | –       | –       | –       | 2       | –       | –       |
| Sociaal Democratisch Helmond b c  | 2       | 3       | 3       | 4       | 4       | 6       | 4       | 4       | –       | –       | –       |
| Ondernemend Helmond b             | –       | –       | –       | 3       | 2       | 6       | 4       | 4       | –       | –       | –       |
| Trots op Nederland                | –       | –       | –       | –       | –       | –       | –       | 2       | –       | –       | –       |
| Helmondse Belangen b              | –       | –       | –       | 1       | 2       | 5       | 2       | 2       | –       | –       | –       |
| Leefbaar Helmond                  | –       | –       | –       | –       | –       | 5       | 2       | 2       | –       | –       | –       |
| Helmondse Senioren Partij         | –       | –       | –       | –       | 2       | 3       | 1       | –       | –       | –       | –       |
| Partij voor Jong en Oud           | –       | 1       | –       | –       | –       | –       | –       | –       | –       | –       | –       |
| Ongebondenen                      | –       | 0       | –       | –       | –       | –       | –       | –       | –       | –       | –       |
| CPN                               | 2       | 0       | –       | –       | –       | –       | –       | –       | –       | –       | –       |
| PSP                               | 2       | 0       | –       | –       | –       | –       | –       | –       | –       | –       | –       |
| PPR                               | 2       | –       | –       | –       | –       | –       | –       | –       | –       | –       | –       |
| Onafhankelijke Groepering Helmond | 1       | –       | –       | –       | –       | –       | –       | –       | –       | –       | –       |
| Gesamt                            | 31      | 33      | 33      | 35      | 35      | 37      | 37      | 37      | 37      | 37      | 37      |

Anmerkungen

### College van B&W
GroenLinks ist in der Legislaturperiode von 2018 bis 2022 mit zwei Beigeordneten im College van burgemeester en wethouders vertreten, während die übrigen Koalitionsparteien D66, Lokaal sterk, SP und VVD durch jeweils einen Beigeordneten repräsentiert werden. Folgende Personen gehören zum Kollegium und haben folgende Ressorts inne:
| Funktion         | Name                     | Partei       | Ressort | Anmerkung                                    |
| ---------------- | ------------------------ | ------------ | --- | -------------------------------------------- |
| Bürgermeister    | Sjoerd Potters           | VVD          | öffentliche Ordnung und Sicherheit, Integrität, verwaltungsrechtliche Angelegenheiten, Kabinett und Protokoll | seit dem 6. November 2024 im Amt             |
| Beigeordnete     | Erik de Vries            | SP           | Sozialwesen (inklusive Partizipationsgesetz), Armutspolitik, städtische Verwaltung (inklusive Kanalisation), Natur und Wasser, Beigeordneter für das Projekt Zentrumsentwicklung, Beigeordneter für die Bezirke Binnenstad und Helmond-Oost                                                                  | erster Stellvertreter der Bürgermeisterin    |
| Beigeordnete     | Jos van Bree             | VVD          | Wirtschaftswesen und Innovation (inklusive Brainport, Automobilindustrie, Food Tech), Arbeitsmarkt, Finanzen (inklusive Einkauf), Grundfragen, Bürgerangelegenheiten und Digitalisierung, Beigeordneter für das Projekt Glasfasernetz, Beigeordneter für die Bezirke Centrum und Stiphout/Warande            | zweiter Stellvertreter der Bürgermeisterin   |
| Beigeordnete     | Antoinette Maas          | GroenLinks   | Nachhaltigkeit (inklusive Energie und Umwelt), Mobilität (inklusive Parken), Kultur (inklusive Veranstaltungen), Kommunikation (inklusive Stadtmarketing), Erholung und Tourismus, Beigeordnete für das Projekt Energiewende, Beigeordnete für die Bezirke Brouwhuis und Rijpelberg                          | dritte Stellvertreterin der Bürgermeisterin  |
| Beigeordnete     | Harrie van Dijk          | Lokaal sterk | Pflege und Wohl (inklusive des Gesetzes für soziale Unterstützung), Alten, Bezirke (inklusive bezirksgezieltes Arbeiten, Bezirkseinrichtungen), Sport, Personal und Organisation, Beigeordneter für die Projekte Sport und Lebenscampus De Braak, Beigeordneter für die Bezirke Brandevoort und Helmond-West | vierter Stellvertreter der Bürgermeisterin   |
| Beigeordnete     | Gaby van den Waardenburg | D66          | städtische Entwicklung, Raum, Wohnen, Gastarbeiter, Genehmigungen und Vollstreckung, Immobilien, Müll, regionale Zusammenarbeit und Lobbyismus, Beigeordnete für das Projekt Umweltgesetz, Beigeordnete für die Bezirke Dierdonk und Helmond-Noord                                                           | fünfte Stellvertreterin der Bürgermeisterin  |
| Beigeordnete     | Cathalijne Dortmans      | GroenLinks   | Jugend (inklusive Jugendhilfe, kinderfreundliche Stadt und Handlungsplan für Jugendliche), Bildung, Gesundheit, Diversität und Einbürgerung, globale Ziele, Beigeordnete für das Projekt Brainport Smart District, Beigeordnete für den Bezirk Mierlo-Hout                                                   | sechste Stellvertreterin der Bürgermeisterin |
| Gemeindesekretär | Alwin ter Voert          | —            | Vorstandsvorsitzender der amtlichen Organisation, Sekretär des Kollegiums von Bürgermeister und Beigeordneten | seit August 2014 im Amt                      |

## Sehenswürdigkeiten
Mitten in Helmond steht das zwischen 1350 und 1400 erbautes Schloss Helmond, das Stadtmuseum befindet sich zum Teil im Schloss, zum Teil in der Kunsthalle (niederländisch kunsthal). Es gibt in der Stadt interessante Beispiele moderner Architektur, unter anderem das neue Rathaus und die Baumhäuser von Piet Blom am Markt mit dem Theater „’t Speelhuis“; das Theater wurde jedoch am 29. Dezember 2011 von einem Großbrand völlig zerstört.
Bemerkenswert ist auch der seit den 1990ern bis 2017 erbaute neue Stadtteil Brandevoort nach den Prinzipien des New Urbanism.

## Brauchtum
Wie fast in jeder Ortschaft im Süden der Niederlande hat auch Helmond lokale Bräuche und Festivitäten. Im speziellen Fall von Helmond ist die Fastnacht über die Gemeinde-, Provinz- und Landesgrenzen hinaus bekannt.

### Fastnacht
Die Fastnacht findet in Helmond wie auch in Deutschland bis zum Aschermittwoch statt. Vom Jahresanfang bis Fastnacht finden die bekannten „Keiekletsavonden“ statt (vergl. Büttenreden in Deutschland). Am letzten Samstag vor dem Fastnacht ist das große Finale mit einem Galaball.
Am Faschingssamstag überreicht der Bürgermeister seinen Amtsschlüssel für vier Tage an die „Keiebeijters“, den größten Fastnachtverein von Helmond (vergl. Rathaussturm in Deutschland).  
Am Sonntag findet der größte Karnevalsumzug der Niederlande in Helmond statt. Dieser Umzug wird von Menschen aus dem gesamten Süden der Niederlande besucht.
Am Mittwochabend findet das „Haringhappen“ statt. In allen Wirtschaften werden dann Heringe mit Beilagen serviert, um des Beginns der Fastenzeit zu gedenken.

## Söhne und Töchter der Stadt
- Marcellus Coffermans (1524 oder 1525–1581), Maler
- Matthijs Vermeulen (1888–1967), Komponist und Musikjournalist
- Hans Gruijters (1931–2005), Politiker
- Wilhelmus de Bekker (* 1939), katholischer Geistlicher, emeritierter Bischof von Paramaribo in Suriname
- Hein Verbruggen (1941–2017), Sportfunktionär
- Jeroen Zweerts (* 1945), Hockeyspieler
- Willy van der Kuijlen (1946–2021), Fußballnationalspieler
- Lisette Sevens (* 1949), Hockeyspielerin
- René & Willy van de Kerkhof (* 1951), Fußballnationalspieler
- Annemarie Penn-te Strake (* 1953), Juristin und Politikerin
- Fieke Boekhorst (* 1957), Hockeyspielerin
- Bart van der Putten (* 1957), Jazzsaxophonist und -klarinettist
- Berry van Aerle (* 1962), Fußballnationalspieler
- Stochelo Rosenberg (* 1968), Jazzgitarrist
- Sani van Mullem (* 1977), Jazzmusiker
- Chantal Acda (* 1978), Singer-Songwriterin und Fusion-Musikerin
- Wilfred Bouma (* 1978), Fußballnationalspieler
- Jimmy Rosenberg (* 1980), Jazzgitarrist
- Nomy Rosenberg (* 1984), Jazzgitarrist
- Renee Verschuren (* 1985), Handballspielerin und -trainerin
- Bob de Voogd (* 1988), Hockeyspieler
- Sabrina Stultiens (* 1993), Radsportlerin
- Claudia Leenders (* 1994), Slalom-Kanutin
- Aniek Nouwen (* 1999), Fußballspielerin
- Lieke Nooijen (* 2001), Radrennfahrerin
- Niels Vink (* 2002), Rollstuhltennisspieler
- Wessel Kuhn (* 2006), Fußballspieler